# Йиргль, Райнхард
Ра́йнхард Йиргль (нем. Reinhard Jirgl; род. 1953) — немецкий писатель. Лауреат многих литературных премий, в том числе премии имени Георга Бюхнера (2010).

## Биография
Райнхард Йиргль родился 16 января 1953 года в Восточном Берлине. Во время учёбы в старших классах школы освоил специальность электрика. В 1971—1975 изучал электронику в Берлинском университете имени Гумбольдта. Получив диплом, несколько лет работал как инженер. В 1978 году оставил профессиональную карьеру и устроился осветителем в берлинский театр «Фольксбюне» (Volksbühne), где трудился вплоть до падения Берлинской стены.
Сочинять прозу Йиргль начал в студенческие годы. Свою первую законченную книгу «Мама-Папа-Роман» (Mutter Vater Roman) он попытался издать в 1985 году, но рукопись была отвергнута за «немарксистское понимание истории». Однако, невзирая на неудачу, Йиргль продолжил писать «в стол». К 1990 году, когда исчезла ГДР, и состоялось объединение Германии, у него было готово к печати шесть книг. «Мама-Папа-Роман» был издан в том же году, за ним последовали дальнейшие публикации.
В 1991 году за роман «В открытом море» (Im offenen Meer) Йиргль получил первую литературную награду — премию Анны Зегерс. Премия имени Альфреда Дёблина, присуждённая два года спустя за книгу «Прощание с врагами» (Abschied von den Feinden), принесла писателю известность. Йиргль стал постоянным автором уважаемого мюнхенского издательства «Ханзер». Несмотря на достигнутые успехи, критика воспринимала творчество Йиргля неоднозначно. Общее признание сумел завоевать вышедший в 2003 году роман «Незавершённые» (Die Unvollendete). Именно это произведение, наряду с эпосом «Тишина» (Die Stille, 2009), было отмечено, когда в 2010 году писатель удостоился премии имени Георга Бюхнера, которая закрепила за ним репутацию ведущего автора объединённой Германии.

## Творчество
Тематически творчество Райнхарда Йиргля обращено к новейшей немецкой истории (охватывая период от кайзеровской империи до ГДР и после), и тем травмам, которые большая история наносит сознанию «человека толпы» и «человека мыслящего, чувствующего, обладающего памятью». Пристальный интерес к человеческой психике, к её тёмным сторонам, а также социально-философская направленность книг, «пылкая вера в спасительную силу слова и мысли» сближают его с Хансом Хенни Янном. Тексты Йиргля непросты для восприятия, поскольку он разрушает фабулу, намеренно усложняет композицию, экспериментирует с жанром и с языком и, тем самым, развивает экспрессионистскую линию в немецкой литературе, выступая своеобразным наследником Альфреда Дёблина. Язык Йиргля полон необычных «словесных гибридов», отступлений от традиционной орфографии, а придуманная им изощрённая система пунктуации с обилием скобок и интонационных знаков, стоящих на непривычных местах, дополнительно замедляет процесс чтения.

## Издания в России
На русский язык Йиргль переводился крайне мало. В 2007 году в издательстве «Kolonna publications» в серии «Сосуд беззаконий» вышел роман «Собачьи ночи» (Hundsnächte, 1997), переведённый и прокомментированный Татьяной Баскаковой. Ещё несколько публикаций увидели свет в журнале «Иностранная литература».
- Собачьи ночи (Отрывки из романа) // Митин журнал  / Пер. с нем. Татьяны Баскаковой. — Тверь: Kolonna publications, 2005. — № 62. — С. 75—127. — ISBN 5-98144-038-4.
- Собачьи ночи / Пер. с нем. Татьяны Баскаковой. — Тверь: Kolonna publications, 2007. — 496 с. — (Vasa Iniquitatis). — 1000 экз. — ISBN 978-5-98144-103-5.
- Театр на улицах // Иностранная литература  / Пер. с нем. Андрея Чистякова. — М., 2009. — № 10. — С. 203—208. — ISSN 0130-6545.
- В открытом море. Роман сечений (Фрагменты) // Иностранная литература  / Пер. с нем. Татьяны Баскаковой. — М., 2010. — № 9. — С. 7—48. — ISSN 0130-6545.
- «Гений-из-леса, или О генезисе свое-Волия» [вставная новелла из книги “Отщепенчество” (2005), мифологизированная автобиография] / Пер. с нем. Татьяны Баскаковой // Иностранная литература. — 2021. — № 3. — С. 84—111.
- «О своеволии писателя как этосе» [речь при получении Бременской премии] / Пер. с нем. Татьяны Баскаковой // Иностранная литература. — 2021. — № 3. — С. 116—120.
- Штиль / Пер. с нем. Татьяны Баскаковой. — М. : Отто Райхль, 2023. — 736 с. — 100 экз. — ISBN 978-5-60415-478-6.